# Либрето
Либрето је текстуални предложак на основу којег се пише музичко дело. Најчешће се користи да означи интегрални текст опере, када у њега спада и певани (каткад и говорни) текст и све дидаскалије, напомене и описи сцена. Либрето за балете је, у основи, само прича као подложак за композицију и кореографију. Либрета за већину опера су писали либретисти, али каткад и сами композитори, и то често на основу постојећих књижевних дела (драма, новела, романа).
Понекад се као либрето узме већ постојеће књижевно дело – то је случај, на пример, са балетом „Ромео и Јулија“ (музика Сергеј Прокофјев) и „Пепељуга“ (музика Сергеј Прокофјев).
Чувени либретисти били су, између осталих, Отавио Ринућини (Ottavio Rinuccini), Апостоло Зено (Apostolo Zeno) и Пиетро Метастасио (Pietro Metastasio), на чијих је стотинак либрета у 18. веку компоновано готово хиљаду опера. Познати композитори-либретисти били су и Рихард Вагнер, Александар Бородин, Илдебрандо Пицети (Ildebrando Pizzetti), Ђан Карло Меноти (Gian Carlo Menotti) и други. Важне збирке либрета чувају се у Конгресној библиотеци у Вашингтону, Британској библиотеци у Лондону, Библиотеци италијанске Националне академија Санта Цецилиа у Риму, и у другим великим библиотекама у Бечу, Минхену, Санкт Петербургу, Њујорку, Болоњи, Паризу и др.